# CRぱちんこ水戸黄門
『CRぱちんこ水戸黄門』（CRぱちんこみとこうもん）は、『水戸黄門』をモチーフとしたパチンコ台。2005年に京楽産業.からリリースされた。
兄弟機種として、2008年に羽根モノ版『CRA羽根ぱちんこ水戸黄門』が発売された。また、2010年には『CRぱちんこ爽快水戸黄門2』、2017年には『CRぱちんこ水戸黄門III』が発売された。

## 概要
「低確率」「当たれば爆裂」というギャンブル要素の非常に強かった『CRぱちんこウルトラセブン』の後継機。通常大当たり確率が1/397、確率変動継続率が67%と、ウルトラセブンに比べてややマイルドな性能となっている。
小説・テレビドラマ・映画などで著名な水戸黄門をテーマに、誰もが知っている魅力を素直に演出要素にしたゲーム性の高さが出ている。また、ゲーム中には東野英治郎主演当時のテレビドラマ版の実写映像が使用されている。セブンに引き続いて2005年夏期のヒット作となった。
なお、東野の水戸光圀時代の佐々木助三郎（通称：助さん）役は杉良太郎と里見浩太朗、渥美格之進（通称：格さん）役は横内正と大和田伸也であり、パチンコで共演している助さんのあおい輝彦と格さんの伊吹吾郎との共演は実際にはない。

## 主な予告
捕物予告
最も基本的な発展アクション。通常画面にある茶屋から「ガシャン」という音がした後、八兵衛と悪侍が飛び出してくる。この後八兵衛が逃げ出したり、助格が登場して侍を捕らえようとし、様々なリーチ演出に発展。侍の衣の色や捕獲成功の可否、リーチ発展時の光圀登場の有無など期待度変化要素は多い。
役モノ振動予告
盤面上部の「水戸黄門」の役モノが振動。継続すればするほど期待度が上昇する。
お銀予告
お銀登場。連続して出てくると期待度高。かんしゃく玉を投げたり変身すればリーチに発展する。
助格予告
助さん格さんが登場。連続して出てきたり二人一緒に登場すると期待度高。最終的にリーチに発展する。
頼み人予告
ノーマルのリーチなどから発展するリーチ期待度の演出。光圀一行に町娘が相談にやってくる。娘の表情や衣の色、一緒に話を聞く一行の頭数などで信頼度が変化。頼み人の代わりに三味線や印籠、風車などが置いてあると期待度高。京楽のマスコット、たぬ吉くんなどが出現するとプレミア。
後光フラッシュ
各種予告からリーチ発展時や、ボーナス時の確変昇格時などで、盤面上部の「葵紋」の役モノがせり出して激しくフラッシュ。「シャキーン！」という高音と、格さんの「控えおろう！」の声も伴う。京楽の『CR必殺仕事人激闘編』のフラッシュアクションの再登場的なもの。リーチ時の発動は期待度上昇の合図だが、信頼度は前作『ウルトラセブン』のハイパーセブンフラッシュに比較してやや劣る。

## 主なリーチアクション
越後屋リーチ
お馴染み悪代官と越後屋の裏取引。重箱から飛び出した小判に書かれた数字が揃えばボーナス。お銀や弥七、助格などが乱入すれば成敗演出に発展し、成功でボーナス。
おっかけリーチ
通常画面の捕物予告で誰も助けに来なかった場合から発展するリーチの一つ。八兵衛を追う悪侍がリール数字に衝突して回転させる。揃えばボーナス。期待度は低い。
水戸黄門チャンス
特定のチャンス目から始まる、リーチ発展予告。チャンスボタンと押してルーレット式に発展演出が来まる。光圀リーチに発展すると激アツ。
風呂リーチ
八兵衛が風呂を焚く。釜が爆発しなければお銀入浴リーチに発展。お銀が熱い湯に耐えきればボーナス。
悪代官リーチ
悪代官の屋敷へ潜入。助格やお銀、弥七、そして光圀リーチなど様々に派生する。
お銀リーチ
悪代官リーチから派生。リールをお銀が連続切り。揃えばボーナス。
格さんリーチ
飛んでくる数字を格さんが怪力でキャッチ。吹っ飛ばされなければ助格リーチ発展やボーナス。
助格リーチ
悪代官リーチから派生。逃げる悪代官を追う。最後の扉を突き破ることが出来ればボーナス。
弥七リーチ
悪代官リーチ等から派生。逃げる悪党に弥七の風車が飛ぶ。揃いの数字を風車が射抜けばボーナス。
八兵衛リーチ
通常画面で右リール停止直後に上から八兵衛が降ってきて数字を再度回転させる。これでリーチがかかると光圀リーチ以上の激アツ。
光圀リーチ
最も期待度の高いリーチ。光圀（東野英治郎）・助さん（あおい輝彦）・格さん（伊吹吾郎）が実写で登場、お馴染みの印籠の場面が流れる。取り出した印籠の数字が揃えばボーナス。

## 確率変動、時短
確変街道確率変動中の演出。全国を漫遊し、画面は各地の宿場が映し出される。時計回りに日本を一周する。江戸に戻ることが出来ると、画面が黄金に染まる。
突然確変チャンス目が揃うとリールの印籠が裏返しになり葵紋が揃って突確突入。
時短ボーナス終了後の100回の時短。通常画面が夕日になり、音楽も変化。